# Marwa Loud
Marwa Loud (* 12. Dezember 1996 in Straßburg; eigentlich Marwa Outamghart) ist eine französische R&B-Sängerin und Rapperin. Ihren Durchbruch hatte sie 2017 mit den Songs Mi corazón und Fallait pas sowie ihrem Debütalbum Loud im Frühjahr des folgenden Jahres.

## Biografie
Marwa Outamghart, Künstlername Marwa Loud, wuchs in Straßburg im Elsass auf. Ihre Familie stammt ursprünglich aus Marokko. Mit 16 brach sie die Schule ab und wollte Sängerin werden. 2017 veröffentlichte sie bei YouTube den Song Temps perdu, der auf 2 Millionen Aufrufe kam. Daraufhin bekam sie einen Plattenvertrag beim Label Purple Money von Lartiste. Den Chartdurchbruch brachte ihr noch im selben Jahr die Zusammenarbeit mit DJ Sem beim Song Mi corazón, der in die Top 20 kam und Platinstatus erreichte. Je vais t’oublier zusammen mit Jul war ähnlich erfolgreich. Der erste große eigene Hit war aber am Jahresende Fallait pas, mit dem sie auf Platz 4 kam und Diamant erreichte.
Im Frühjahr 2018 legte Marwa Loud ihr Debütalbum Loud vor und stieg damit auf Platz 2 der französischen Charts ein. Alle 16 Songs des Albums platzierten sich in den Singlecharts, das Lied Billet wurde ihr zweiter Top-5-Hit. Mit einer Unterbrechung war Loud fast zwei Jahre in der Hitliste und brachte mehrere Gold- und Platinauszeichnungen für das Album und die Songs. Auch im Ausland war sie erfolgreich und kam im französischsprachigen Belgien auf Platz 11.
Nur wenig mehr als ein Jahr später folgte bereits das zweite Album My Life. Es kam zwar nicht ganz an den Vorgänger heran, war mit Platz 11 und einem Jahr in den französischen Charts ebenfalls erfolgreich.
Nach ihrer Hochzeit im Juni 2019 wurde es ruhiger um die Sängerin, im Coronajahr 2020 hatte sie einen einzigen Top-40-Hit mit Allez les gros unterstützt von Rapper Naza. Anfang 2021 machte sie international von sich reden, als eine TikTok-Challenge mit ihrem Song Bad Boy vom Album Loud sehr erfolgreich war.

## Diskografie

### Alben
| Jahr | Titel Musiklabel               | Höchstplatzierung, Gesamtwochen, AuszeichnungChartplatzierungen (Jahr, Titel, Musiklabel, Platzierungen, Wochen, Auszeichnungen, Anmerkungen) | Höchstplatzierung, Gesamtwochen, AuszeichnungChartplatzierungen (Jahr, Titel, Musiklabel, Platzierungen, Wochen, Auszeichnungen, Anmerkungen) | Höchstplatzierung, Gesamtwochen, AuszeichnungChartplatzierungen (Jahr, Titel, Musiklabel, Platzierungen, Wochen, Auszeichnungen, Anmerkungen) | Anmerkungen                          |
| Jahr | Titel Musiklabel               | FR | BEW | CH | Anmerkungen                          |
| ---- | ------------------------------ | --- | --- | --- | ------------------------------------ |
| 2018 | Loud Purple Money (Believe)    | FR2 ×2Doppelplatin · (92 Wo.)FR | BEW6 (63 Wo.)BEW | CH90 (1 Wo.)CH | Erstveröffentlichung: 9. März 2018   |
| 2019 | My Life Purple Money (Believe) | FR11 Gold · (52 Wo.)FR | BEW23 (19 Wo.)BEW | — | Erstveröffentlichung: 14. Juni 2019  |
| 2021 | Again Purple Money (Believe)   | FR11 Gold · (25 Wo.)FR | BEW47 (10 Wo.)BEW | — | Erstveröffentlichung: 28. Mai 2021   |
| 2023 | Cloud Purple Money (Believe)   | FR9 (6 Wo.)FR | BEW140 (3 Wo.)BEW | — | Erstveröffentlichung: 5. Januar 2023 |

### Singles
| Jahr | Titel Album                               | Höchstplatzierung, Gesamtwochen, AuszeichnungChartplatzierungen (Jahr, Titel, Album, Platzierungen, Wochen, Auszeichnungen, Anmerkungen) | Höchstplatzierung, Gesamtwochen, AuszeichnungChartplatzierungen (Jahr, Titel, Album, Platzierungen, Wochen, Auszeichnungen, Anmerkungen) | Höchstplatzierung, Gesamtwochen, AuszeichnungChartplatzierungen (Jahr, Titel, Album, Platzierungen, Wochen, Auszeichnungen, Anmerkungen) | Anmerkungen                                                 |
| Jahr | Titel Album                               | FR | BEW | CH | Anmerkungen                                                 |
| --- | ----------------------------------------- | --- | --- | --- | ----------------------------------------------------------- |
| 2017 | Tu peux parier Loud                       | FR81 Gold · (2 Wo.)FR | — | — | Erstveröffentlichung: 6. Mai 2017                           |
| 2017 | Temps perdu –                             | FR112 Gold · (7 Wo.)FR | — | — | Erstveröffentlichung: 7. Juli 2017                          |
| 2017 | Mi corazón                                | FR20 Diamant · (44 Wo.)FR | BEW28 (7 Wo.)BEW | — | Erstveröffentlichung: 16. Juni 2017 DJ Sem feat. Marwa Loud |
| 2017 | Mehdi Loud                                | FR48 Gold · (25 Wo.)FR | — | — | Erstveröffentlichung: 27. September 2017                    |
| 2017 | Fallait pas Loud                          | FR4 Diamant · (40 Wo.)FR | BEW47 (5 Wo.)BEW | — | Erstveröffentlichung: 22. Dezember 2017                     |
| 2019 | T’es où? My Life                          | FR81 (4 Wo.)FR | — | — | Erstveröffentlichung: 15. Februar 2019                      |
| 2019 | Oh la folle My Life                       | FR38 Diamant · (36 Wo.)FR | — | — | Erstveröffentlichung: 1. März 2019                          |
| 2020 | Allez les gros Again                      | FR39 Gold · (11 Wo.)FR | — | — | Erstveröffentlichung: 30. Januar 2020 feat. Naza            |
| 2020 | Ça va aller –                             | FR160 (2 Wo.)FR | — | — | Erstveröffentlichung: 3. April 2020                         |
| 2021 | Allo Again                                | FR25 Platin · (16 Wo.)FR | — | — | Erstveröffentlichung: 17. März 2021                         |
| 2021 | Bimbo Again                               | FR6 Platin · (20 Wo.)FR | BEW35 (3 Wo.)BEW | — | Erstveröffentlichung: 21. Mai 2021 mit Moha K               |
| 2022 | Ghir ntiya Cloud                          | FR26 Gold · (5 Wo.)FR | — | — | Erstveröffentlichung: 5. Mai 2022 mit Moha K                |
| 2023 | 8 ans de salaire Cloud                    | FR145 (1 Wo.)FR | — | — | Erstveröffentlichung: 15. Dezember 2022 feat. Koba LaD      |
| Folgende Lieder erschienen nicht als Single, wurden aber durch das Album zum Download und Streaming bereitgestellt und konnten somit eine Platzierung erlangen: |                                           | | | |                                                             |
| |                                           | | | |                                                             |
| 2017 | Je vais t’oublier La tête dans les nuages | FR22 Platin · (20 Wo.)FR | — | — | Jul feat. Marwa Loud                                        |
| 2018 | Billet Loud                               | FR5 Platin · (23 Wo.)FR | — | — |                                                             |
| 2018 | Fâché Loud                                | FR11 (3 Wo.)FR | — | — |                                                             |
| 2018 | Ça y est Loud                             | FR12 Gold · (11 Wo.)FR | — | — | feat. Jul                                                   |
| 2018 | Qu’est ce que t’as Loud                   | FR19 Platin · (16 Wo.)FR | — | — |                                                             |
| 2018 | Bad Boy Loud                              | FR23 Diamant · (38 Wo.)FR | — | CH72 Platin · (4 Wo.)CH | Charteinstieg CH: 2021                                      |
| 2018 | Je voulais Loud                           | FR27 Gold · (6 Wo.)FR | — | — | feat. Laguardia                                             |
| 2018 | Cevi Loud                                 | FR46 (3 Wo.)FR | — | — |                                                             |
| 2018 | On y va Loud                              | FR59 (2 Wo.)FR | — | — |                                                             |
| 2018 | Attilio Loud                              | FR68 (2 Wo.)FR | — | — |                                                             |
| 2018 | Remontada Loud                            | FR73 (2 Wo.)FR | — | — |                                                             |
| 2018 | Sans vous Loud                            | FR84 (2 Wo.)FR | — | — |                                                             |
| 2018 | Gâché Loud                                | FR84 (4 Wo.)FR | — | — |                                                             |
| 2018 | Calma Taxi 5 BO                           | FR69 (12 Wo.)FR | — | — |                                                             |
| 2019 | DLV Assa Baing                            | FR101 (2 Wo.)FR | — | — | Landy feat. Marwa Loud                                      |
| 2019 | Tell Me My Life                           | FR111 (2 Wo.)FR | — | — |                                                             |
| 2019 | My Life                                   | FR167 Gold · (1 Wo.)FR | — | — |                                                             |